# Алпско скијање на Зимским олимпијским играма 2006 — супервелеслалом за жене
Женски супервелеслалом на Олимпијским играма 2006. је требало да буде одржан у недељу, 19. фебруара на стази у Чезана Сан Сикарију, али је због лоших временских прилика такмичење је померено за 20. фебруар.
Титулу је бранила олимпијска победница из Солт Лејк Ситија 2002.,
Данијела Чекарели из Италије, која у текућој сезони Светског купа 2005/06. заузима 31 место у супервелеслалому. Светска првакиња из Бормија 2005., Анја Персон у текућој сезони светског купа налази се на 23 месту, у којем води Михаела Дорфмајстер са 320 бодова и њеном земљакињом Александром Мајсницер. Обе су пале у супервелеслалому на Светском првенству 2005.
Учествовало је 56 скијашица из 24 земаље учеснице. Максимални број од 4 учеснице имале су: Аустрија, Италија, Швајцарска, Шведска, Словенија и САД. Стартовало су 56 скијашица, од којих је 51 завршила трку.

## Земље учеснице
| - Алжир (1) - Аргентина (2 - Аустрија (4) - Канада (4) - Чиле (2) - Хрватска (2) - Чешка (2) - Француска (3) | - Немачка (2) - Уједињено Краљевство (1) - Исланд (1) - Ирска (2) - Италија (4) - Либан (1) - Лихтенштајн (1) - Монако (1) | - Русија (1) - Србија и Црна Гора (1) - Словачка (3) - Словенија (4) - Шпанија (3) - Шведска (4) - Швајцарска (4) - Сједињене Америчке Државе (4) |

## Карактеристике стазе
Датум : 20. фебруар 2006.
Локално време : 14,45
Стаза: „Кандахар Банчета“
Старт: 2.286 м, Циљ: 1.738 м
Висинска разлика: 548 м
Дужина стазе:2.331 м
Стазу поставио:Јирген Гралер, Аустрија, 37 капије
Температура : старт - 2,9°С циљ+1,2°С

## Победнице
| Злато:                       | Сребро:                  | Бронза:                       |
| Михаела Дорфмајстер Аустрија | Јаница Костелић Хрватска | Александра Мајсницер Аустрија |

|  |  |  |

## Резултати
| Плас. | Скијашица                     | Земља                     | Резултат        | Заостатак       |
| ----- | ----------------------------- | ------------------------- | --------------- | --------------- |
|       | Михаела Дорфмајстер           | Аустрија                  | 1:32,47         |                 |
|       | Јаница Костелић               | Хрватска                  | 1:32,74         | +0,27           |
|       | Александра Мајсницер          | Аустрија                  | 1:33,06         | +0,59           |
| 4     | Кели Вандербик                | Канада                    | 1:33,09         | +0,62           |
| 5     | Карол Монтије-Карл            | Француска                 | 1:33,31         | +0,84           |
| 6     | Мартина Шилд                  | Швајцарска                | 1:33,33         | +0,86           |
| 7     | Линдси Килдоу                 | Сједињене Америчке Државе | 1:33,42         | +0,95           |
| 8     | Лучија Рекија                 | Италија                   | 1:33,48         | +1,01           |
| 9     | Емили Брајдон                 | Канада                    | 1:33,50         | +1,03           |
| 9     | Петра Халтмајр                | Немачка                   | 1:33,50         | +1,03           |
| 11    | Џулија Манкусо                | Сједињене Америчке Државе | 1:33,72         | +1,25           |
| 12    | Анја Персон                   | Шведска                   | 1:33,88         | +1,41           |
| 13    | Андреа Фишбахер               | Аустрија                  | 1:33,97         | +1,50           |
| 14    | Керстин Кларк                 | Сједињене Америчке Државе | 1:33,98         | +1,51           |
| 15    | Силвијан Берто                | Швајцарска                | 1:34,00         | +1.53           |
| 16    | Мартина Ертл-Ренц             | Немачка                   | 1:34,03         | +1,56           |
| 17    | Френци Ауфденблатен           | Швајцарска                | 1:34,10         | +1,63           |
| 18    | Уршка Рабич                   | Словенија                 | 1:34,12         | +1,65           |
| 19    | Шеми Олкот                    | Уједињено Краљевство      | 1:34,20         | +1,73           |
| 20    | Женевјев Симар                | Канада                    | 1:34,38         | +1,91           |
| 21    | Нике Бент                     | Шведска                   | 1:34,41         | +1,94           |
| 22    | Јанете Харгин                 | Шведска                   | 1:34,48         | +2,01           |
| 23    | Дагни Кристјандотир           | Исланд                    | 1:34,56         | +2,09           |
| 24    | Јесика Линдел Викарби         | Шведска                   | 1:34,78         | +2,31           |
| 25    | Мари Маршан-Арвје             | Француска                 | 1:34,82         | +2,35           |
| 26    | Ренате Гечл                   | Аустрија                  | 1:34,83         | +2,36           |
| 27    | Шарка Захробска               | Чешка                     | 1:34,98         | +2,51           |
| 28    | Либи Лудлоу                   | Сједињене Америчке Државе | 1:35,01         | +2,54           |
| 29    | Петра Робник                  | Словенија                 | 1:35,10         | +2,63           |
| 30    | Каролина Руиз Кастиљо         | Шпанија                   | 1:35,20         | +2,73           |
| 31    | Данијела Чекарели             | Италија                   | 1:35,26         | +2,79           |
| 32    | Ингрид Жакмо                  | Француска                 | 1:35,28         | +2,81           |
| 33    | Тина Вајратер                 | Лихтенштајн               | 1:35,34         | +2,87           |
| 34    | Шери Лоренс                   | Канада                    | 1:35.47         | +3.00           |
| 35    | Нађа Штигер                   | Швајцарска                | 1:35,57         | +3,10           |
| 36    | Луција Хрсткова               | Чешка                     | 1:35,62         | +3,15           |
| 37    | Марија Хосе Ријенда Контрерас | Шпанија                   | 1:36,03         | +3,56           |
| 38    | Надија Фанкини                | Италија                   | 1:36,46         | +3,99           |
| 39    | Тина Мазе                     | Словенија                 | 1:36,64         | +4.17           |
| 40    | Ника Флајс                    | Хрватска                  | 1:36,65         | +4,18           |
| 41    | Александра Колети             | Монако                    | 1:37,02         | +4,55           |
| 42    | Олесја Алијева                | Русија                    | 1:37,12         | +4,65           |
| 43    | Јелена Лоловић                | Србија и Црна Гора        | 1:37,45         | +4,98           |
| 44    | Соња Мацулова                 | Словачка                  | 1:37,87         | +5,40           |
| 45    | Ана Древ                      | Словенија                 | 1:37,92         | +5,45           |
| 46    | Ширин Нјејм                   | Либан                     | 1:37,93         | +5,46           |
| 47    | Марија Белен Симари Биркнер   | Аргентина                 | 1:38,02         | +5,55           |
| 48    | Јана Гантнерова               | Словачка                  | 1:38,40         | +5,93           |
| 49    | Лејре Морланс                 | Шпанија                   | 1:38,53         | +6,06           |
| 50    | Макарена Бенвенуто            | Чиле                      | 1:41,52         | +9,05           |
| 51    | Кристел Лора Дуиби            | Алжир                     | 1:43,54         | +11,07          |
|       | Макарена Симари Биркнер       | Аргентина                 | Није стартовала | Није стартовала |
|       | Керстен Макгари               | Ирска                     | Није стартовала | Није стартовала |
|       | Елена Фанкини                 | Италија                   | Није завршила   | Није завршила   |
|       | Данијела Ангита               | Чиле                      | Није завршила   | Није завршила   |
|       | Ева Хучкова                   | Словачка                  | Није завршила   | Није завршила   |